# Белюженко, Виталий Степанович
Виталий Степанович Белюженко (род. 3 октября 1940) — полковник госбезопасности СССР, участник Афганской войны, Герой Советского Союза (1980).

## Биография
Виталий Белюженко родился 3 октября 1940 года в селе Новогригоровка Межевского района Днепропетровской области Украинской ССР. В детстве оказался в оккупации. С 1947 года проживал в 10 километрах от Сольвычегодска Архангельской области. Окончил семь классов Сольвычегодской средней школы. В 1956 году Белюженко вернулся на Украину, жил в Криничанском районе Днепропетровской области, доучивался в школе № 17 города Верховцево.
В 1959—1963 годах Белюженко проходил службу на Северном флоте на подводной лодке. С 1963 года — в органах госбезопасности СССР. В 1967 году окончил Высшую школу КГБ, во время учёбы стал мастером спорта по самбо. В 1970 году Белюженко окончил курсы усовершенствования офицерского состава в городе Балашиха, после чего был зачислен в спецрезерв управления «С» ПГУ КГБ СССР. В 1967—1976 годах работал в УКГБ по Мурманской области, в 1976—1986 годах — УКГБ по Москве и Московской области.
Принимал участие в Афганской войне. В 1979—1980 годах находился в составе опергруппы специального назначения «Зенит», а в июле-октябре 1980 года — группы специального назначения «Каскад». Дважды был ранен, получил контузию. Получив тяжёлое ранение в ногу, шесть месяцев провёл в гипсе и ещё пять месяцев разрабатывал её.
Указом Президиума Верховного Совета СССР от 24 ноября 1980 года за «мужество и отвагу, проявленные при выполнении воинского долга» Виталий Белюженко был удостоен высокого звания Героя Советского Союза с вручением ордена Ленина и медали «Золотая Звезда» за номером 11450.
В 1986—1990 годах Белюженко был старшим преподавателем на спецкафедре Высшей школы КГБ (ныне — Академия ФСБ). В январе 1991 года в звании полковника был уволен в запас. Живёт в Москве, работает председателем Совета Межрегионального Общественного Фонда социальной безопасности «Правопорядок-Щит».
Был также награждён рядом медалей, иностранным наградами. Почётный сотрудник госбезопасности СССР.